# Parvine Curie
Parvine Curie   (Nancy, 3 de febrer de 1936) és una escultora francesa d'origen iranià. Va créixer a Troyes i va estudiar a Bordeus i París, on la seva família tenia una farmàcia. El 1957, va arribar a Barcelona atreta per l'art romànic català. Aquí va conèixer l'escultor Marcel Martí, amb qui es va casar i amb qui va començar a fer classes de pintura i volum. El 1960, va néixer el seu fill David i va presentar la seva primera exposició individual a l'Institut Francès de Barcelona. El 1970, va retornar a París i es va traslladar a treballar al taller col·lectiu de Crestet, a la Provença, on va aprendre escultura amb Francois Stahly, amb qui es va tornar a casar el 1975. El 1973 va fer amb Stahly un jardí laberíntic monumental a Albany (estat de Nova York, EUA). El 1971, va comprar una casa a Cadaqués que va reformar en Lanfranco Bombelli. El 2006 va morir en Stahly i, el 2007, el seu fill.
La seva obra esta basada en la simplicitat de línies, tant en escultures fetes de materials clàssics (fustes tropicals, teca africana, bronze, alumini, etc) com la seva obra en paper (collages i guaixos). Algunes de les seves obres sobre la mare són: Mère murs, Mère citadelle, Mère croix, Mère Sant Pere de Rodes. També ha realitzat un conjunt de campaniles (campanars), una sèrie de piràmides i una llarga sèrie de portes. Ha fet teixits, collages i guaixes. En paper ha realitzat ciutats aèries futuristes, grans mastabes o cossos animals suspesos en l'espai.
L'any 2022 el Museu Nacional d'Art de Catalunya, prenent el nom del llibre Maternasis de Núria Pompeia, va presentar una exposició de creadores que han treballat temes dels quals la dona ha estat desposseïda, com l'embaràs. A més de les obres de Parvine Curie, també s'hi van exhibir obres de la mateixa Núria Pompeia, Roser Bru i Mari Chordà. Un any més tard, l'any 2023 es va incloure obres de Parvine Curie a l'exposició temporal del Museu Nacional d'Art de Catalunya titulada Quina humanitat? La figura humana després de la guerra (1940-1966).